# Pinen
Pinenul este un compus organic natural din clasa monoterpenelor biciclice nesaturate. Prezintă doi izomeri geometrici regăsiți în natură, denumiți α-pinen și β-pinen, ambii fiind chirali. După cum sugerează și numele, compușii se regăsesc în pin, iar pinenii sunt componenții principali din extractele lichide de conifere. Se regăsesc și în alte plante, precum Heterotheca și Artemisia tridentata.

## Izomeri
| Denumire               | (1R)-(+)-α-pinen | (1S)-(−)-α-pinen | (1R)-(+)-β-pinen | (1S)-(−)-β-pinen |
| Număr CAS              | 7785-70-8        | 7785-26-4        | 19902-08-0       | 18172-67-3       |
| Formulă structurală    |                  |                  |                  |                  |
| Formulă de perspectivă | X                |                  | X                |                  |
| Model tridimensional   | X                |                  | X                |                  |